# Le Moulin du village
Pour plus de détails, voir Fiche technique et Distribution.
Le Moulin du village (Gromada) est un film polonais réalisé par Jerzy Kawalerowicz, sorti en 1952.

## Fiche technique
- Titre original : Gromada
- Titre français : Le Moulin du village
- Réalisation : Jerzy Kawalerowicz
- Scénario : Jerzy Kawalerowicz et Kazimierz Sumerski
- Direction artistique : Jaroslaw Switoniak
- Photographie : Andrzej Ancuta
- Montage : Janina Niedzwiecka
- Musique : Tomasz Kiesewetter
- Pays d'origine : Pologne
- Format : Noir et blanc - 35 mm - 1,37:1 - Mono
- Genre : drame
- Durée : 105 minutes
- Date de sortie : 1952

## Distribution
- Ludwik Benoit : Stangret
- Marian Lupa : Wojciech Florek
- Mieczysław Pawlikowski : meunier Jan Zielinski
- Karol Podgórski : Pawel
- Barbara Rachwalska : Magda
- Barbara Jakubowska : Maryska Florkówna
- Janusz Paluszkiewicz : camarade Krychal
- Wojciech Pilarski : Mazur